# Rådmansö kyrka
Rådmansö kyrka är en kyrkobyggnad som ligger vid Infjärden på Rådmansö. Kyrkan är församlingskyrka i Rådmansö församling i Uppsala stift.

## Kyrkobyggnaden
Kyrkan ritades av arkitekten Per Axel Nyström i den då populära empiren, även kallad Karl Johansstil.
Den ersatte en timrad korskyrka från 1640-talet som stått lite längre ner på kyrkogården, nära den gamla stigluckan i muren. Nuvarande kyrka började uppföras 1816 och togs i bruk 1818. Först år 1844 invigdes kyrkan. En grundlig restaurering genomfördes 1906 då kyrkorummet kortades av åt öster med en mellanvägg. I det nya utrymmet inrättades sakristia och värmekammare. 1960 förnyades kyrkorummets dekorationsmålningar och en ny bänkinredning tillkom. Sommaren 2010 utfördes en stor renovering av kyrkans klocktorn och man bytte iprincip ut hela insidan. Klocktornet var innan angripet av alger/växter och var rödfärgat, detta åtgärdades också sommaren 2010 med ny puts så att kyrkan blev helt vit igen.

## Inventarier
- Altaret i polskt färgad renässansstil tillverkades omkring år 1600 och härstammar från den äldre kyrkan. Troligen är altaret ett krigsbyte från trettioåriga krigets Polen.
- Gamla kyrkklockan såldes 1907 för 2 kronor kilot, vilket gav församlingen 125 kronor i kontanter.
- Predikstolen från 1600-talet är utförd i Karl XIs renässans och fanns i gamla kyrkan.
- Ett votivskepp är från 1791.
- Dopfunten är från 1911.

### Orgel
- 1631 får kyrkan ett positiv med 7 stämmor av amiral Carl O. Sperling och Hel. Ulfsparre. Orgeln sägs var erövrad i Holstein. Orgeln är år 1773 förfallen.[1] Orgeln skänktes 1883 till Nordiska Museet.
- 1844 byggde Johan Lund, Stockholm en orgel med 13 stämmor.
- Orgeln på 13 stämmor byggdes 1907 av E. H. Eriksson i Gävle. Orgeln är pneumatisk. Vissa av stämmorna är från 1844 års orgel. 1955 ombyggdes och tillbyggdes orgeln av H Lindegren, Göteborg.

| Huvudverk I       | Svällverk II      | Pedal      | Koppel |
| Bourdon 16´       | Rörflöjt 8´       | Subbas 16´ | I/P    |
| Principal 8´      | Flöjt 4´          | Gedackt 8´ | II/P   |
| Octava 4'         | Principal 2'      | Octava 4'  | II/I   |
| Kvinta 2 2⁄3'     | Larigot 1 1⁄3'    |            | I 4'   |
| Octava 2'         | Crescendosvällare |            |        |
| Mixtur III 1 1⁄3' |                   |            |        |
| Trumpet 8'        |                   |            |        |

## Kyrkogården
Ett stort kors på kyrkogården är rest av församlingsbor till minnet av sju unga personer från Vidinge. Dessa hade varit på bönemöte i Sundskär men omkom i en snöstorm på vägen hem. På kyrkogården finns också riksdagsmannen och partiordföranden Gösta Bohmans grav.
I kyrkogårdsmuren, sydväst om kyrkan, finns en knuttimrad stiglucka från 1770. Denna användes som jordfästningskapell ända fram till 1906.

## Historik
Slutet av 1500-talet utbruten ur Frötuna som kapell.
1873 Frötuna och Rådmansö.
1873-1961 Rådmansö.
1962-1979 Frötuna och Rådmansö.
1979- Rådmansö och Frötuna.
"Rådmansö synes af gammalt ha varit annex till Frötuna, men med egen kaplan åtminstone från slutet af 1500-talet. Kyrkan är ombygd år 1816-19 af sten och tegel. På kyrkogården finnes en graf tillhörig gården Riddersholm, och en minnesvård af marmor öfver Comm. Flodman (d 1822)."

## Bildgalleri

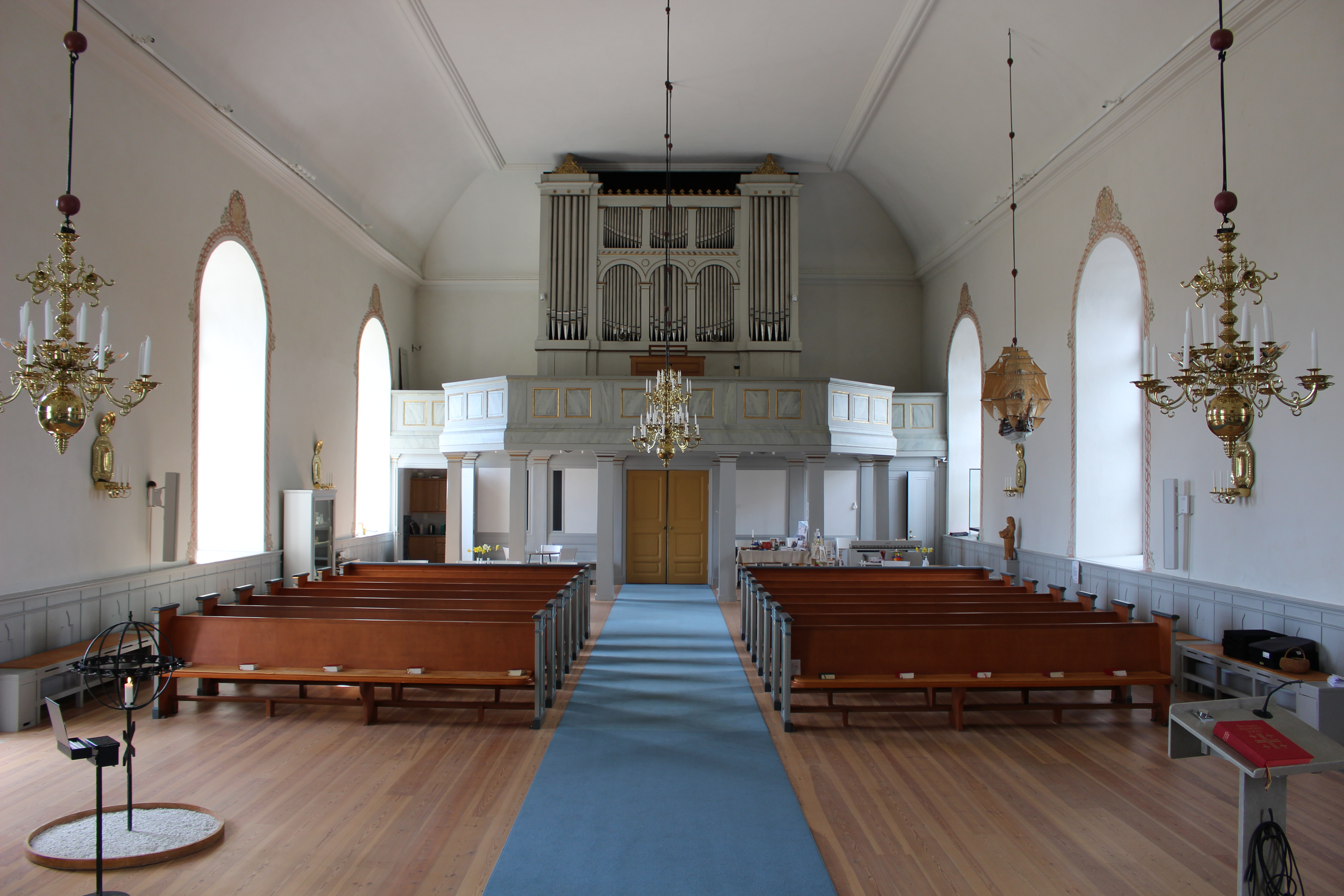
Interiör mot väster
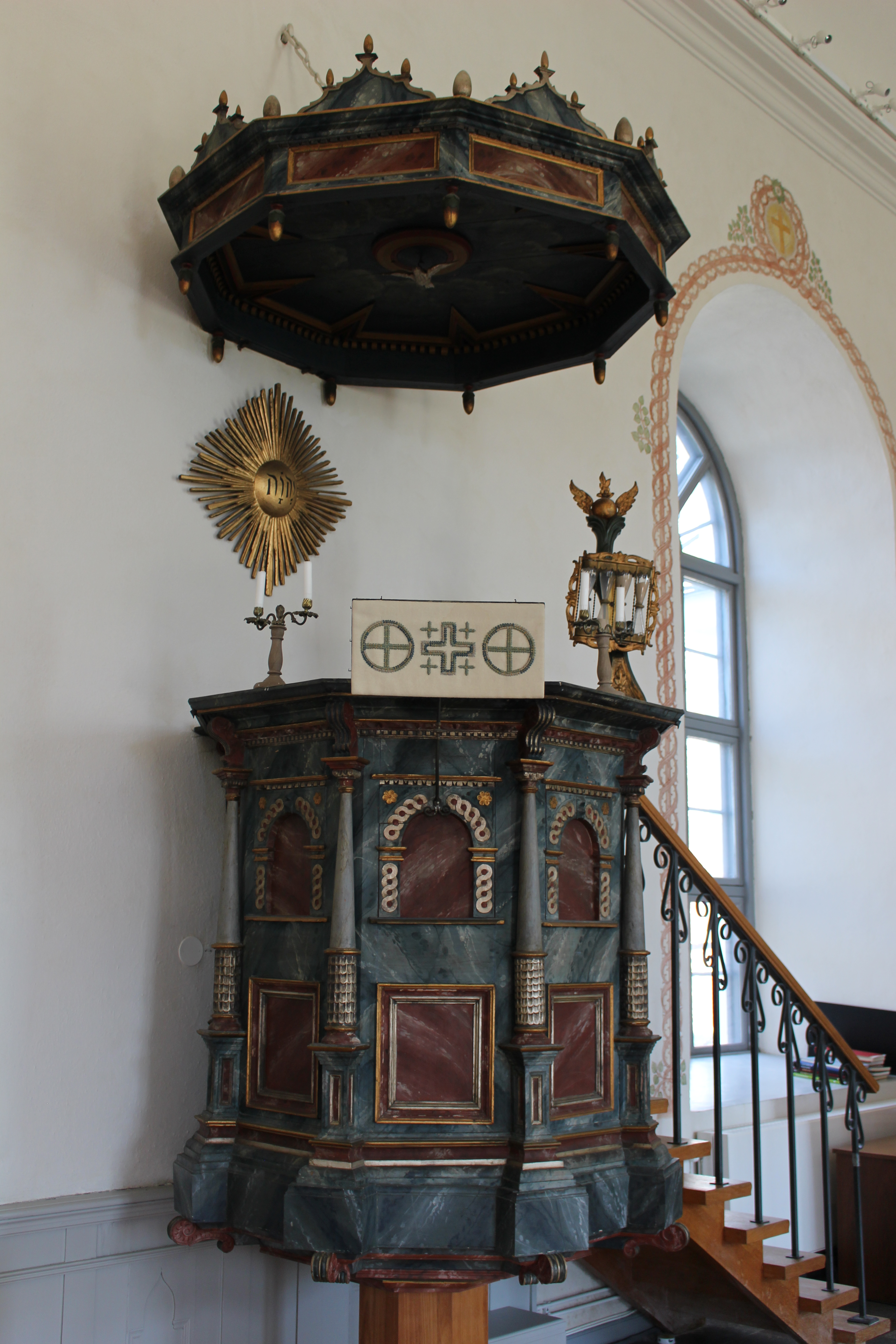
Predikstol
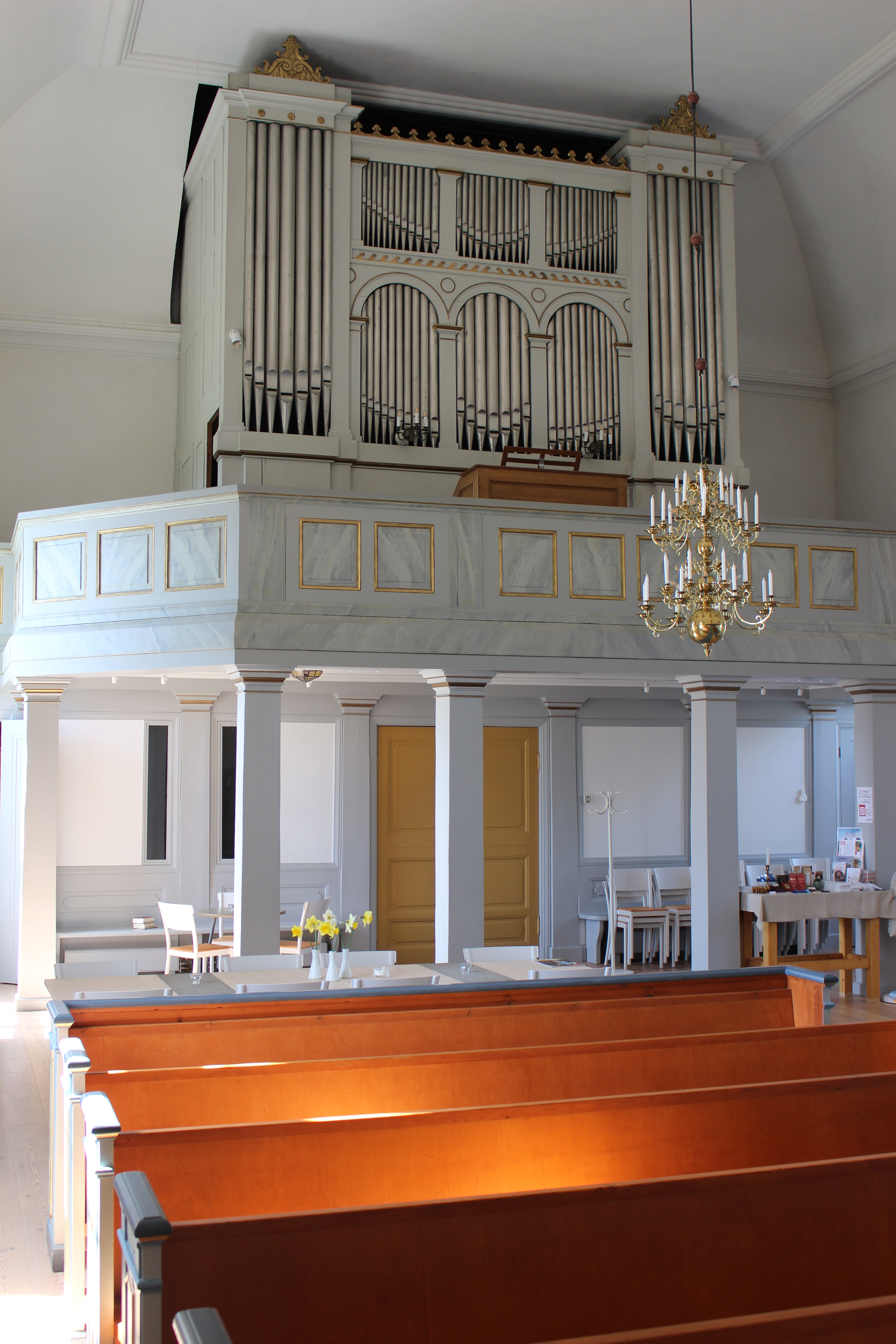
Orgel
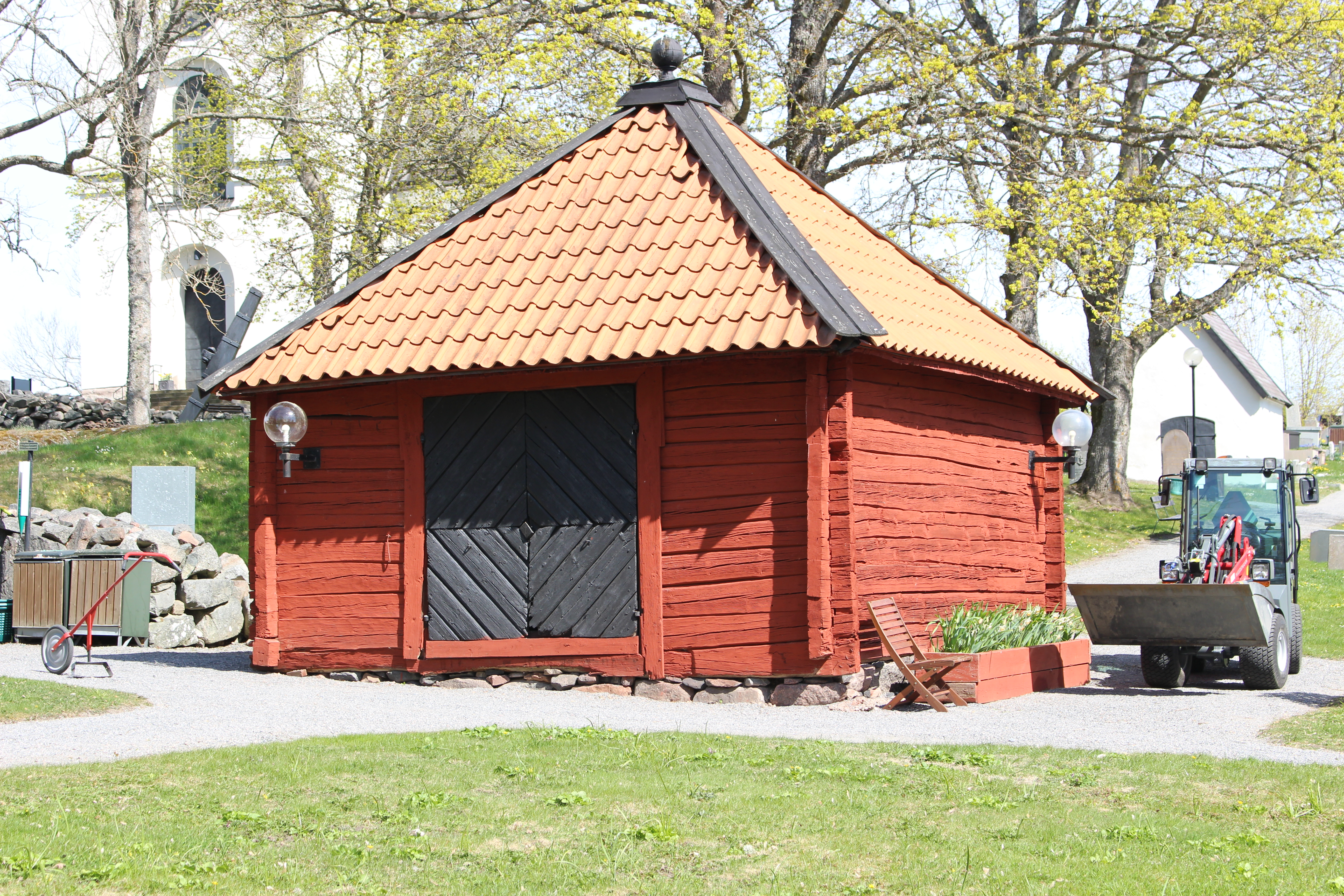
Stiglucka

### Webbkällor
- anläggningspresentation
- www.roslagen.se[död länk]

### Fotnoter
1. ↑  Abr. Hülphers, Historisk Afhandling om Musik och Instrument särdeles om Orgwerks Inrättningen i Allmänhet jemte Kort Beskrifning öfwer Orgwerken i Swerige (1773), s. 253.
2. ↑  Jan Håkan Åberg, red (1990). Inventarium över svenska orglar: 1990:II, Uppsala stift. Svenska kyrkan i utlandet. Tostared: Förlag Svenska orglar. Libris 4108784